# Thomas Horn (Politiker)
Thomas Horn (* 6. Februar 1960 in Seligenstadt) ist ein deutscher Kommunalpolitiker (CDU) und war zuletzt vom 1. März 2018 bis 29. Februar 2024 Direktor des Regionalverbandes FrankfurtRheinMain.

## Leben
Horn absolvierte von 1976 bis 1978 eine Ausbildung zum Justizangestellten beim Amtsgericht Offenbach. Er arbeitete in diesem Beruf von 1978 bis 1982 beim Amtsgericht Seligenstadt. In dieser Zeit besuchte er neben seiner Arbeit von 1979 bis 1982 das Abendgymnasium Offenbach am Main und holte sein Abitur nach. Im Anschluss studierte Horn von 1982 bis 1987 Rechtswissenschaften an der Johann-Wolfgang-Goethe-Universität in Frankfurt am Main. Im Jahr 1987 bestand er das Erste juristische Staatsexamen. Drei Jahre später, 1990, folgte das Zweite juristische Staatsexamen. Erste kommunalpolitische Erfahrungen sammelte er von 1985 bis 1990 als ehrenamtlicher Beigeordneter in Mainhausen.
Horn war von 1991 bis 1992 als Assessor und Leiter des Bonner Bundestagsbüros des Bundesministers a. D. Jürgen Warnke tätig. Von 1992 bis 1995 war er Verwaltungsrat beim Landesarbeitsamt Nordbayern, Referat Infrastruktur, in Nürnberg.
Vom 1. Juni 1995 bis 30. Juni 2015 war Horn Bürgermeister der Stadt Kelkheim (Taunus). Insgesamt wurde er viermal gewählt, im Dezember 1994 mit 58,1 %, im November 1997 mit 71,5 %, im Juni 2003 mit 69 % sowie im Juni 2009 mit 58,8 % der abgegebenen, gültigen Stimmen. In seiner 20-jährigen Amtszeit wurde die neue Stadtmitte Kelkheims entwickelt und fertiggestellt und gemeinsam mit der Stadt Hofheim das Projekt „Rhein-Main-Therme“ realisiert. Horn war in dieser Zeit auch Aufsichtsratsvorsitzender der städtischen Entwicklungsgesellschaft und Geschäftsführer der Rettershof GmbH.
Im Jahr 2015 wählte ihn die Verbandskammer des Regionalverbandes FrankfurtRheinMain mit 66 von 84 abgegebenen Stimmen zum hauptamtlichen Beigeordneten, 2018 wurde er von der Kammer mit 84 von 91 abgegebenen Stimmen zum Verbandsdirektor gewählt. 
Seit 1997 ist Horn Mitglied im Kreistag des Main-Taunus-Kreises sowie der Regionalversammlung Südhessen. Zudem ist er Vorstandsvorsitzender des FrankfurtRheinMain-Vereins zur Förderung der Standortentwicklung.
Horn ist verheiratet. Im Jahr 1978 war er Hessenmeister im Fünfkampf.